# Crataegus compacta
Crataegus compacta är en rosväxtart som beskrevs av Charles Sprague Sargent. Crataegus compacta ingår i hagtornssläktet som ingår i familjen rosväxter. Inga underarter finns listade i Catalogue of Life.